# Colliers (společnost)
Colliers je kanadská společnost zabývající se profesionálními službami a správou investic v oblasti komerčních nemovitostí. Celosvětově má přibližně 16 000 zaměstnanců ve více než 500 pobočkách v 67 zemích. Pobočka se nachází také v České republice se sídlem v Praze.
Colliers poskytuje služby uživatelům komerčních nemovitostí, vlastníkům, investorům a developerům; zahrnují poradenství, investiční služby, zastupování pronajímatelů a nájemců, projektové řízení, urbanismus, správu majetku, oceňování majetku, průzkumy trhu, design a stavbu prostor, a další poradenské služby. Organizace obsluhuje hotelový, průmyslový, smíšený, kancelářský, maloobchodní a rezidenční sektor nemovitostí.
Firma sídlí v Torontu v Ontariu. Založena byla v roce 1976 v Austrálii sloučením několika společností. Roční tržby činily v roce 2021 4,09 miliardy $.